# Navelpiercing
De navelpiercing is een type piercing, gebruikelijker bij vrouwen dan bij mannen, waarbij de huid rondom de navel wordt doorboord en voorzien van een sieraad. Afhankelijk van de te doorboren hoeveelheid huid kan de piercing snel genezen, zoals bij een oorpiercing, of het geneest meer dan een oppervlaktepiercing, met meer risico op afstoting door het lichaam en een langere genezingstijd. Het genezingsproces van de piercing kan worden bemoeilijkt door irritatie en schade veroorzaakt door kleding, vooral door broeksbanden of strakke kleding, of door de positie van de piercing ten opzichte van de taille.
In de meeste gevallen wordt niet echt de navel doorboord, maar de huidplooi boven de navel. Een "echte navelpiercing" vereist dat de persoon in kwestie een navel heeft die een beetje naar buiten steekt. Hoewel er een broodjeaapverhaal bestaat waarin wordt verteld dat een infectie van een echte navelpiercing door kan trekken naar de lever of het peritoneum, zijn er geen bewijzen.

## Sieraden
De meeste soorten staaf- of ringsieraden kunnen in een navelpiercing worden gedragen, al wordt meestal een captive bead ring geplaatst totdat de piercing volledig is genezen. Er is een grote hoeveelheid sieraden beschikbaar voor de navel, meestal met kostbare sieraden of steentjes.

## Geschiedenis en cultuur
De navelpiercing is een hedendaagse vorm van piercen, er zijn geen bewijzen dat in de geschiedenis navels werden doorboord. Er zijn echter wel bewijzen dat navels werden gedecoreerd, zowel voor rituele als esthetische doeleinden.
Ondanks de mogelijk lange genezingstijd en de relatief grote kans op afstoting is de navelpiercing een van de meest gewilde piercings. De cultuur van heden ten dage heeft een grote rol gespeeld voor de promotie van deze piercing. In 1993 liet Aerosmith in de videoclip voor het nummer Cryin' Alicia Silverstones navel piercen door piercer Paul King. Vaak wordt gezegd dat deze clip ervoor heeft gezorgd dat het mainstream publiek de piercing wilde. Het feit dat de piercing gemakkelijk kan worden bedekt met kleding, ook tijdens de genezingsperiode, heeft bijgedragen aan de opkomst van de navelpiercing bij jonge mensen.
Er zijn veel meer vrouwen dan mannen met navelpiercings. Dit wordt soms gezien als wild woman-symbool; weinig rekening houden met de mening van anderen, net zoals bij veel andere piercings. Het dragen van naveltruitjes om de piercing te laten zien komt vaak voor. Het komt voor dat deze piercing wordt gezet met ongereinigde sieraden of niet gesteriliseerd piercinggereedschap, waaronder ook het bekende pistool waarmee gaatjes in oren worden gemaakt. Hierdoor krijgen veel piercingstudio’s, dokters en EHBO-ers vaak te maken met de resultaten van slecht uitgevoerde en slecht genezen navelpiercings.

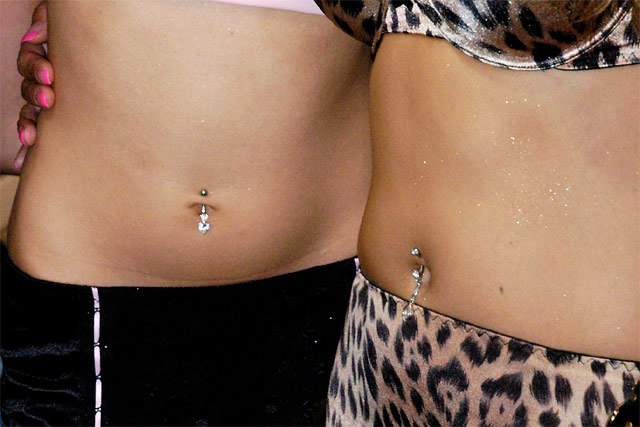
Twee vrouwennavels, gepiercet en voorzien van barbell-sieraad

## Procedure
1. Gebied rond de navel vrijmaken.
2. De navel schoonmaken met een steriliserende oplossing (meestal iodine).
3. De plekken waar de piercing het lichaam binnenkomt en verlaat markeren terwijl degene die gepiercet wordt staat.
4. De piercer zet een klem op de navel en stelt deze klem net zo lang bij tot de gemarkeerde plekken op een lijn liggen met de klem.
5. De naald door de klem drukken en verwijderen van de klem. Het sieraad volgt het einde van de naald.
6. Het bolletje van de piercing wordt vastgedraaid.